# Märit i Tunsjö
Märit i Tunsjö, även kallad ”Hustru Marit i Tuhn siöön”, död 1 juni 1675 i Torsåker, var en svensk som blev avrättad för häxeri. Hon var en av de som avrättades i Sveriges största häxprocess, häxprocessen i Torsåker, under det stora oväsendet.
Märit i Tunsjö var gift med Mikael Henriksson i Tunsjön, även kallad "Mikael finnes". De var födda i Finland och hade emigrerat till Sverige. 
Hon tillhörde skogsfinnarna, som ofta bibehöll sin förkristna tro och var kända bland svenskar för att utöva trolldom. Under häxprocessen i Torsåker förekom många skogsfinnar bland de åtalade. Hon var släkt med Margaretha i Forsed, som i sin tur var mor till den finska trollkonstnären "Christier finne i Forsse" (död före 1675), som 1655 hade utfrågats för trolldom på tinget.  
Hon anklagades för att ha fört barn till Blåkulla. Vittnen uppgav sig ha sett henne i Blåkulla. Hon anklagades tillsammans med sin son, "Poiken Anders i Tunsjöön". Hon nekade till anklagelserna och förklarade upprepade gånger att det var bättre att dö än att tvingas stå ut med en sådan anklagelse. Medan hon sov i fängelset stack fängelsepersonalen henne i händerna med nålar för att se om hon befann sig i Blåkulla, och hon vaknade och ropade: "Tro inte att jag är i Blåkulla!":
“H: Märit i Tunsjön neekar aldeles och sadhe thet wore inthet bättre än förgöra sigh än lidjda sådant oshyldigh. Sadhe åther att hon skall förgöra sigh. Dher medh hon söfuande. Henne staakz i handen medh en nåål, hon waknadhe oh sadhe: troo intet att iag är i Blåkulla. H: Märit stadigt neeka, sammanledes Anders”.
Hon dömdes som skyldig till anklagelserna av häradsrätten, och trolldomskommissionen bekräftade hennes dödsdom. Hennes son dömdes inte till döden av häradsrätten, men trolldomskommissionen dömde även honom till döden. 
Hon var en av de 71 personer som avrättades under häxprocessen i Torsåker, som var den största häxprocessen i Sveriges historia. Avrättningen ägde rum genom halshuggning och bränning.